# Ель-Кувайсіма
Ель-Кувайсіма (араб. القُويسِمة) — місто в Йорданії. Є передмістям Амману та входить до столичної провінції Ель-Асіма. Посідає п'яте місце в Йорданії за кількістю населення. За переписом населення 2015 року в Ель-Кувайсімі разом з містечками Ель-Джуейдою, Абу-Аландою та Ель-Раджибом мешкало 296 273 особи.

## Клімат
За класифікацією кліматів Кеппена Ель-Кувайсіма має середземноморський клімат зі спекотним літом (Csa). Середньорічна температура в місті становить 16.3 °C, а середньорічна кількість опадів — близько 335 мм.
| Клімат Ель-Кувайсіми    | Клімат Ель-Кувайсіми | Клімат Ель-Кувайсіми | Клімат Ель-Кувайсіми | Клімат Ель-Кувайсіми | Клімат Ель-Кувайсіми | Клімат Ель-Кувайсіми | Клімат Ель-Кувайсіми | Клімат Ель-Кувайсіми | Клімат Ель-Кувайсіми | Клімат Ель-Кувайсіми | Клімат Ель-Кувайсіми | Клімат Ель-Кувайсіми | Клімат Ель-Кувайсіми |
| Показник                | Січ.                 | Лют.                 | Бер.                 | Квіт.                | Трав.                | Черв.                | Лип.                 | Серп.                | Вер.                 | Жовт.                | Лист.                | Груд.                | Рік                  |
| Середній максимум, °C   | 11,2                 | 12,7                 | 15,8                 | 21,6                 | 26,8                 | 29,4                 | 30,8                 | 31,2                 | 29,8                 | 26,2                 | 19,6                 | 13,4                 | 22,4                 |
| Середня температура, °C | 6,9                  | 8,1                  | 10,6                 | 15,1                 | 19,5                 | 22,2                 | 23,9                 | 24,2                 | 22,5                 | 19,3                 | 14,1                 | 8,8                  | 16,3                 |
| Середній мінімум, °C    | 2,7                  | 3,6                  | 5,4                  | 8,6                  | 12,2                 | 15,0                 | 17,0                 | 17,2                 | 15,2                 | 12,5                 | 8,6                  | 4,3                  | 10,2                 |
| Норма опадів, мм        | 76                   | 72                   | 62                   | 16                   | 4                    | 0                    | 0                    | 0                    | 0                    | 6                    | 32                   | 67                   | 335                  |
| ----------------------- | -------------------- | -------------------- | -------------------- | -------------------- | -------------------- | -------------------- | -------------------- | -------------------- | -------------------- | -------------------- | -------------------- | -------------------- | -------------------- |